# ジョーカー (たばこ)
ジョーカー（JOKER）は、日本たばこ産業（JT）のたばこの銘柄の一つ。

## 概要
かつて日本たばこ産業（JT）が2001年まで発売していた紙巻きたばこ。たばこ一本の長さが120mmとスーパーロングサイズで、旧日本専売公社時代を含めJTでこのサイズで販売された唯一の銘柄。チョコレートのような甘い匂いも特徴であり、一部では「伝説の煙草」と言われている。
2014年にスイス製、日本たばこアイメックスが輸入・販売を行うリトルシガー（税法上は葉巻）として「ジョーカー・カオス」の名でリニューアル復刻。その後「ジョーカー・カルマ（メンソール）」「ジョーカー・マンダラ」が発売。2019年には、カプセル入りのメンソールリトルシガー、「ジョーカー・トリックメンソール」シリーズ3種が販売された。
リトルシガー6種は2022年までにすべて販売終了したが、2023年に紙巻きたばことして3種類が発売された。